# Pheleuscelus brachiatus
Pheleuscelus brachiatus là một loài bọ cánh cứng trong họ Attelabidae. Loài này được Klug miêu tả khoa học năm 1825.